# ابیای آنتونی
ابیای آنتونی (نام علمی: Scolopax anthonyi) یک گونه پیشاتاریخ از ابیاها از خانواده آبچلیکان (Scolopacidae) است که زمانی در جزیره کارائیب پورتوریکو بومی بود.